# Vlad Nemuritorul
Vlad Nemuritorul (Dracula the Impaler) este un film de acțiune dramatic de groază. Este o producție românească a casei Artis Film din 2002. Protagoniștii filmului sunt Marius Bodochi (Vlad) și Andra Negulescu - Bleont (Elisabeta).

## Prezentare
Timp de cinci secole, Vlad Dracula (Marius Bodochi) pentru vânând vampirii, tradat fiind de vampirul care l-a condus spre imortalitate (Adrian Pintea). Aceste brave cruciade au fost șterse din istorie, lăsând loc pentru un tiran care a tras în țeapă mii de oameni, pentru a-și satisface plăcerile sadice, Vlad Țepeș.
În prezent la New York, într-un clubul de noapte al lui Vambery, vampirul care l-a tradat pe Vlad, câțiva rockeri sunt decapitați și trași în țeapă de un bărbat misterios.
Înainte ca Vambery să fie ucis, apare poliția, care îl salvează. Ziarele anunță apariția unui psihopat, iar secția omucideri, cere ajutorul profesoarei de istorie Elizabeth Dawson (Andra Negulescu - Bleont). Când Vlad o vede, aceasta îi aduce aminte de Elisabeta, iubirea sa din secolul XV, care fusese profanată de Vambery, și care s-a sinucis după ce s-a transformat într-un monstru. Dar oare va reuși să o atragă pe Elizabeth de partea sa și îl va învige pe Vambery, sau se va repeta istoria? 

## Distribuție
- Marius Bodochi (Vlad)
- Adrian Pintea (Vambery)
- Andra Negulescu - Bleont (Elisabeta)

## Fișă tehnică
Titlu în română: Vlad Nemuritorul

Titlu original: Vlad Nemuritorul/Dracula the Impaler

Limba originală: română

Anul filmărilor: 2002

Premiera în România: 22.11.2002

Regia: Adrian Popovici

## Vezi și
- Muzică de film scrisă de formația Phoenix